# Homorthodes hanhami
Homorthodes hanhami är en fjärilsart som beskrevs av Barnes och Mcdunnough 1911. Homorthodes hanhami ingår i släktet Homorthodes och familjen nattflyn. Inga underarter finns listade i Catalogue of Life.